# Hongkong na Mistrzostwach Świata w Lekkoatletyce 2013
Hongkong na Mistrzostwach Świata w Lekkoatletyce 2013 – reprezentacja Hongkongu podczas czempionatu w Moskwie liczyła 6 zawodników.

## Występy reprezentantów Hongkongu

### Mężczyźni
| Konkurencja        | Zawodnik                                                    | Eliminacje | Eliminacje | Półfinał | Półfinał | Finał    | Finał   |
| Konkurencja        | Zawodnik                                                    | Rezultat   | Pozycja    | Rezultat | Pozycja  | Rezultat | Pozycja |
| ------------------ | ----------------------------------------------------------- | ---------- | ---------- | -------- | -------- | -------- | ------- |
| Sztafeta 4 × 100 m | Tang Yik Chun Lai Chun Ho Ng Ka Fung Tsui Chi Ho Ho Man Lok | 39,10      | 20.        | —        | —        | NQ       | NQ      |

### Kobiety
| Konkurencja   | Zawodniczka  | Eliminacje | Eliminacje | Półfinał | Półfinał | Finał    | Finał   |
| Konkurencja   | Zawodniczka  | Rezultat   | Pozycja    | Rezultat | Pozycja  | Rezultat | Pozycja |
| ------------- | ------------ | ---------- | ---------- | -------- | -------- | -------- | ------- |
| Bieg na 100 m | Yee Pui Fong | 12,15      | 36.        | NQ       | NQ       | NQ       | NQ      |